# Федотов, Сергей Александрович
Серге́й Алекса́ндрович Федо́тов (19 марта 1931, Ленинград — 20 августа 2019) — советский и российский вулканолог и сейсмолог. Доктор физико-математических наук (1970), академик РАН (с 1992 года). Советник РАН и главный научный сотрудник ИВиС ДВО РАН и ИФЗ РАН.

## Биография
В 1953 году окончил геологический факультет МГУ. После окончания университета в 1959—1970 годах был начальником Тихоокеанской сейсмической экспедиции ИФЗ. С 1969 по 1993 году заведовал лабораторией сейсмичности Тихоокеанского пояса ИФЗ. С 1971 по 2004 годы являлся директором Института вулканологии ДВО РАН.
В 1970 году избран членом-корреспондентом АН СССР, академик РАН c 1992 года.
Главный редактор журнала «Вулканология и сейсмология» РАН.
Член Президиума ДВО РАН. Председатель Научного совета по вулканологии и сейсмологии. Председатель Совета ИВиС ДВО РАН и КФ ГС РАН по прогнозу землетрясений и извержений вулканов.
Умер в 2019 году. Похоронен на Останкинском кладбище.

## Научные достижения
Главные области исследований С. А. Федотова: закономерности сейсмичности, долгосрочный сейсмический прогноз и его применение в области Курило-Камчатской дуги и сходных структур, магматические питающие системы вулканов и механизм вулканической деятельности.
Федотовым выявлены существенные особенности сейсмических волн, преломлённых на криволинейных границах и отражённых от них, проведены детальные сейсмологические исследования на Южных Курильских островах, установлен ряд общих закономерностей сейсмического процесса.
Автор более 320 печатных научных работ и изобретений. Написал 4 монографии.

## Награды
- орден Октябрьской Революции
- орден Трудового Красного Знамени (1979)
- орден «За заслуги перед Отечеством» IV степени (2002)[2]
- орден Почёта (1997)[3]
- лауреат премии «Триумф»